# Běh na 60 metrů překážek
Překážkový sprint na 60 metrů je po netradičním běhu na 50 m překážek nejkratším překážkovým během. Obyčejně se pořádá jen v hale, kde kratší dráha neumožňuje závodit jako při venkovních překážkových sprintech na 110/100 metrů (u mužů a žen, resp.). Běží se maximálním úsilím od startu do cíle, mužské překážky jsou vyšší než ženské a je jich 5 řad s rozestupy po 9,14 metrů (10 yardů). Důležitá je překážková technika a tříkrokový rytmus běhu mezi překážkami. Hranicí světové extratřídy jsou zhruba časy pod 7,50 s u mužů a 7,80 s u žen.

## Současní světoví rekordmani v hale

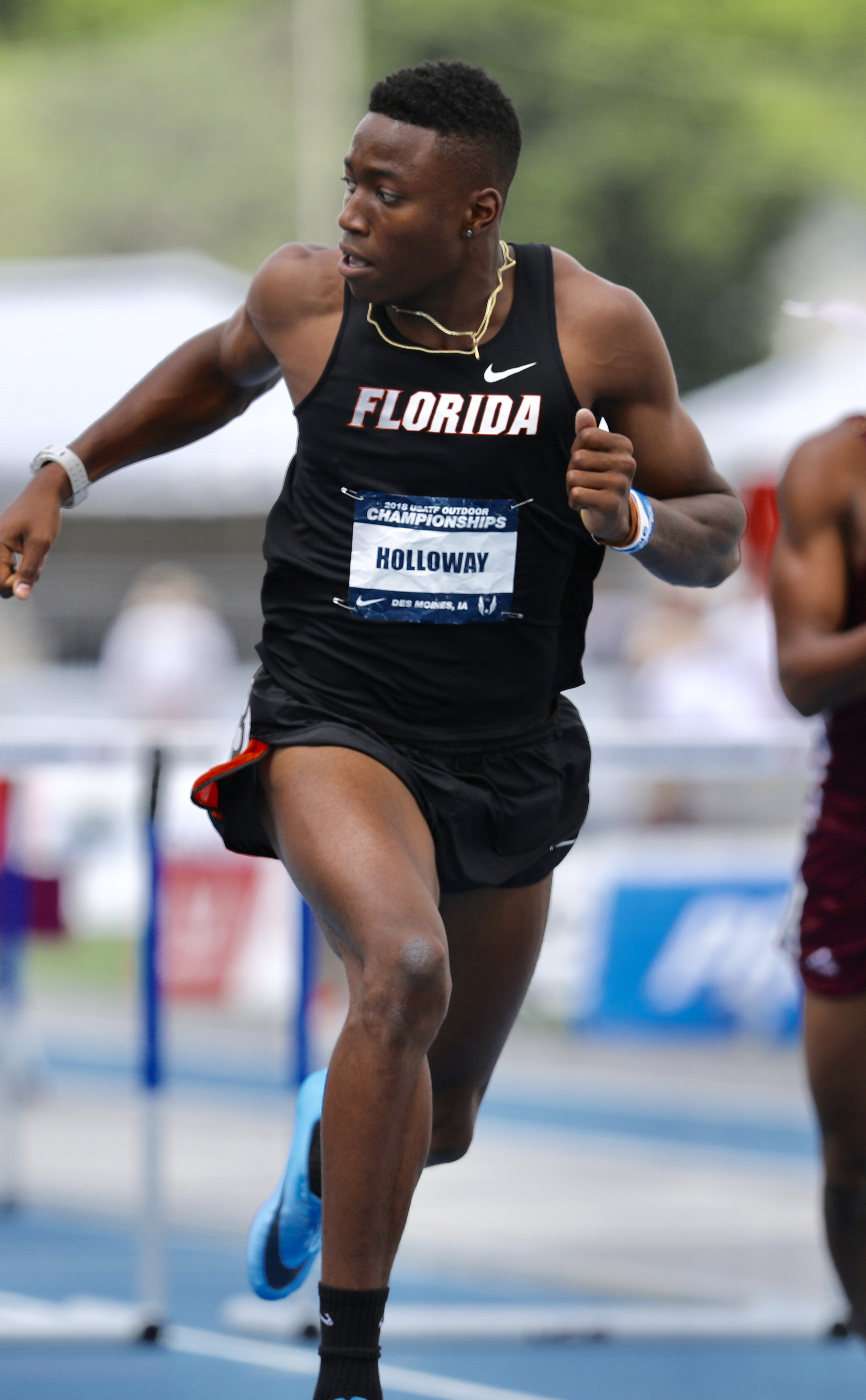
Muži - Grant Holloway 7,27 s
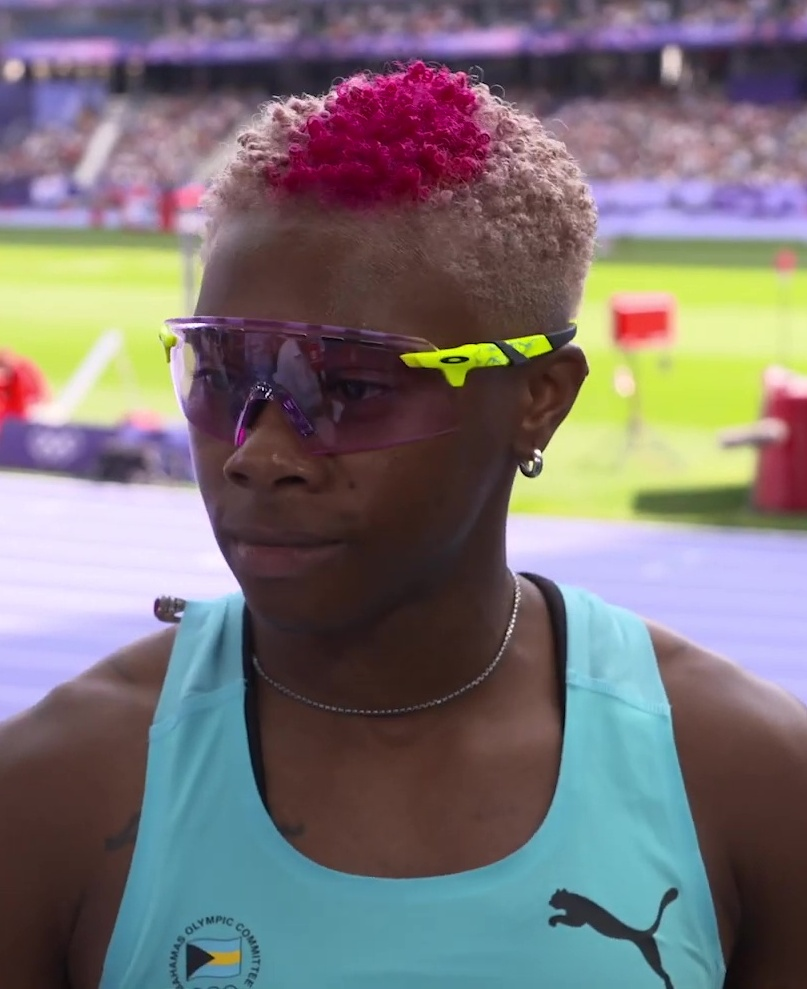
Ženy - Devynne Charltonová 7,65 s

## Současné rekordy – hala
| Muži             |              |                |                        |              |                 |
| Rekord           | Výkon (sec.) | Atlet          | Stát                   | Město        | Datum rekordu   |
| Světový rekord   | 7,27         | Grant Holloway | Spojené státy americké | Albuquerque  | 16. únor 2024   |
| Evropský rekord  | 7,30         | Colin Jackson  | Spojené království     | Sindelfingen | 6. březen 1994  |
| Rekord MS        | 7,29         | Grant Holloway | USA                    | Bělehrad     | 20. březen 2022 |
| Český rekord     | 7,44         | Petr Svoboda   | Česko                  | Praha        | 27. únor 2010   |
| Muži na iaaf.org |              |                |                        |              |                 |

| Ženy             |              |                     |           |           |                |
| Rekord           | Výkon (sec.) | Atletka             | Stát      | Město     | Datum rekordu  |
| Světový rekord   | 7,65         | Devynne Charltonová | Bahamy    | Glasgow   | 3. března 2024 |
| Evropský rekord  | 7,67         | Ditaji Kambundjiová | Švýcarsko | Apeldoorn | 7. března 2025 |
| Rekord MS        | 7,65         | Devynne Charltonová | Bahamy    | Glasgow   | 3. března 2024 |
| Český rekord     | 7,95         | Lucie Škrobáková    | Česko     | Turín     | 6. březen 2009 |
| Ženy na iaaf.org |              |                     |           |           |                |

## Současné rekordy podle kontinentů
| Rekord                            | Kategorie | Výkon (s) | Atlet               | Stát           | Město        | Datum        |
| --------------------------------- | --------- | --------- | ------------------- | -------------- | ------------ | ------------ |
| Afrika                            | Muži      | 7,52      | Shaun Bownes        | JAR            | Gent         | 23. 02. 2001 |
| Afrika                            | Ženy      | 7,75      | Tobi Amusanová      | Nigérie        | Boston       | 4. 02. 2024  |
| Asie                              | Muži      | 7,41      | Liou Siang          | Čína           | Birmingham   | 18. 02. 2012 |
| Asie                              | Ženy      | 7,82      | Olga Šišiginová     | Kazachstán     | Liévin       | 21. 02. 1999 |
| Evropa                            | Muži      | 7,30      | Colin Jackson       | Velká Británie | Sindelfingen | 06. 03. 1994 |
| Evropa                            | Ženy      | 7,67      | Ditaji Kambundjiová | Švýcarsko      | Apeldoorn    | 07. 03. 2025 |
| Severní a střední Amerika         | Muži      | 7,27      | Grant Holloway      | USA            | Albuquerque  | 16. 02. 2024 |
| Severní a střední Amerika         | Ženy      | 7,65      | Devynne Charltonová | Bahamy         | Glasgow      | 03. 03. 2024 |
| Oceánie                           | Muži      | 7,56      | Chris Douglas       | Austrálie      | Bělehrad     | 20. 03. 2022 |
| Oceánie                           | Ženy      | 7,73      | Sally Pearsonová    | Austrálie      | Istanbul     | 10. 03. 2012 |
| Jižní Amerika                     | Muži      | 7,58      | Rafael Pereira      | Brazílie       | Berlín       | 04. 02. 2022 |
| Jižní Amerika                     | Ženy      | 7,91      | Yvette Lewisová     | Panama         | Sopoty       | 07. 03. 2014 |
| Muži na iaaf.org Ženy na iaaf.org |           |           |                     |                |              |              |